# Condado de Houston (Minnesota)
El condado de Houston (en inglés: Houston County) es un condado en el estado estadounidense de Minnesota. En el censo de 2000 el condado tenía una población de 19.718 habitantes. Forma parte del área metropolitana de La Crosse. La sede de condado es Caledonia. El condado fue fundado el 23 de febrero de 1854 y fue nombrado en honor a Samuel Houston, un político de Texas.

## Geografía

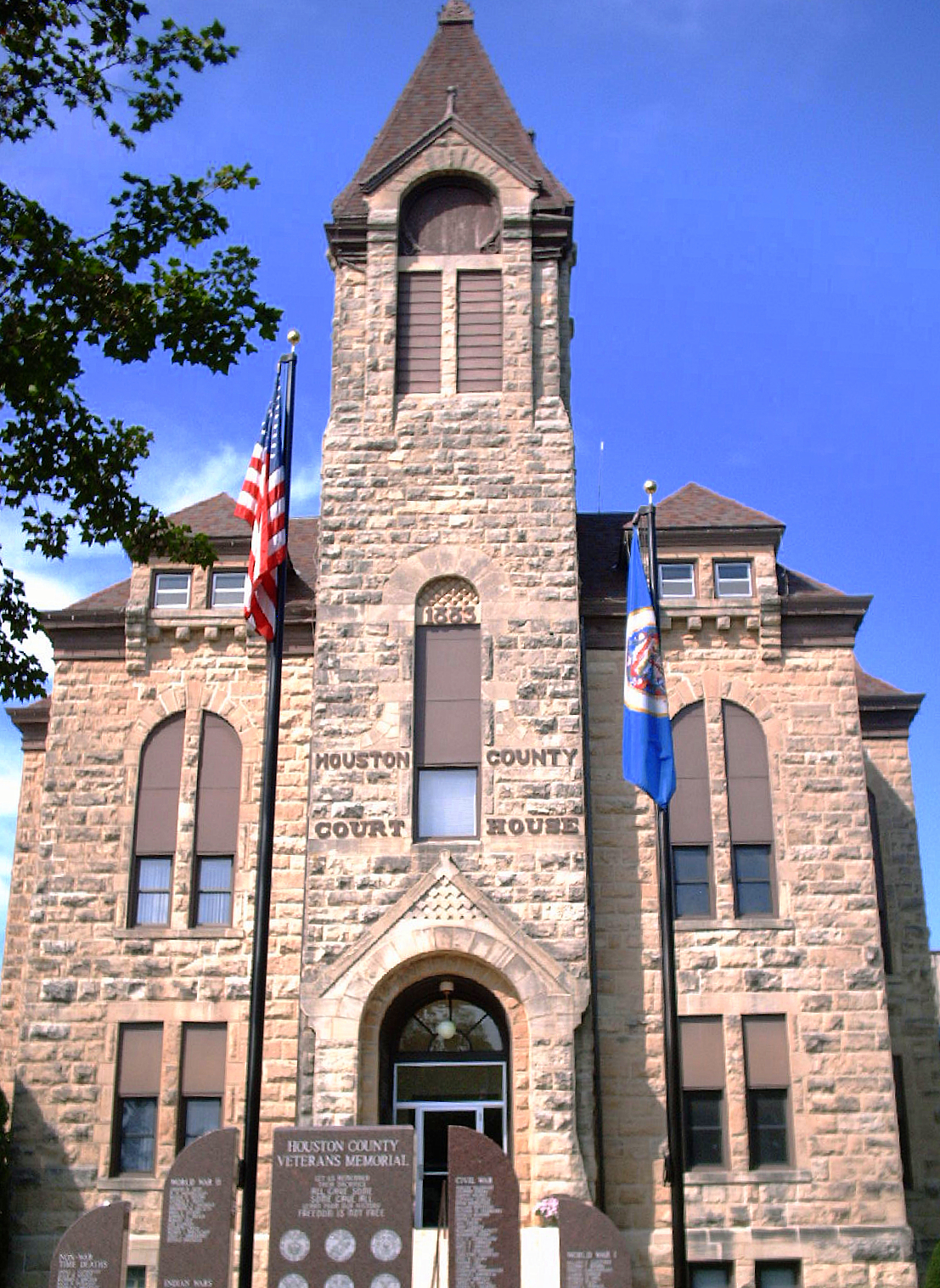
Juzgado del condado de Houston en La Crescent.

Según la Oficina del Censo, el condado tiene un área total de 1.473 km² (569 sq mi), de la cual 1.446 km² (558 sq mi) es tierra y 27 km² (11 sq mi) (1,85%) es agua.

### Condados adyacentes
- Condado de Winona (norte)
- Condado de La Crosse, Wisconsin (noreste)
- Condado de Vernon, Wisconsin (este)
- Condado de Allamakee, Iowa (sur)
- Condado de Winneshiek, Iowa (suroeste)
- Condado de Fillmore (oeste)

### Áreas protegidas nacionales
- Upper Mississippi River National Wildlife and Fish Refuge

## Autopistas importantes
- Ruta estatal de Minnesota 16
- Ruta estatal de Minnesota 26
- Ruta estatal de Minnesota 44
- Ruta estatal de Minnesota 76

## Demografía
En el  censo de 2000, hubo 19.718 personas, 7.633 hogares y 5.411 familias residiendo en el condado. La densidad poblacional era de 35 personas por milla cuadrada (14/km²). En el 2000 había 8.168 unidades habitacionales en una densidad de 15 por milla cuadrada (6/km²). La demografía del condado era de 98,47% blancos, 0,31% afroamericanos, 0,18% amerindios, 0,37% asiáticos, 0,02% isleños del Pacífico, 0,14% de otras razas y 0,51% de dos o más razas. 0,61% de la población era de origen hispano o latino de cualquier raza. 
La renta promedio para un hogar del condado era de $40.680 y el ingreso promedio para una familia era de $49.196. En 2000 los hombres tenían un ingreso medio de $32.557 versus $22.158 para las mujeres. La renta per cápita para el condado era de $18.826 y el 6,5% de la población estaba bajo el umbral de pobreza nacional.

## Ciudades y pueblos
| - Bee - Brownsville | - Caledonia - Eitzen | - Hokah - Houston | - La Crescent - Pine Creek | - Reno - Spring Grove |

### Municipios
- Municipio de Black Hammer
- Municipio de Brownsville
- Municipio de Caledonia
- Municipio de Crooked Creek
- Municipio de Hokah
- Municipio de Houston
- Municipio de Jefferson
- Municipio de La Crescent
- Municipio de Mayville
- Municipio de Money Creek
- Municipio de Mound Prairie
- Municipio de Sheldon
- Municipio de Spring Grove
- Municipio de Union
- Municipio de Wilmington
- Municipio de Winnebago
- Municipio de Yucatan